# Gnophaela ruidosensis
Gnophaela ruidosensis là một loài bướm đêm thuộc phân họ Arctiinae, họ Erebidae.